# Aladdin (série télévisée d'animation)
 (février 2021).
Si vous disposez d'ouvrages ou d'articles de référence ou si vous connaissez des sites web de qualité traitant du thème abordé ici, merci de compléter l'article en donnant les références utiles à sa vérifiabilité et en les liant à la section « Notes et références ».
Pour les articles homonymes, voir Aladin.
Aladdin est une série télévisée d'animation américaine en 86 épisodes de 26 minutes, créée par Walt Disney Pictures d'après le film Aladdin sorti en 1992 et diffusée à partir du 6 février 1994 sur Disney Channel, du 5 septembre 1994 en syndication et du 17 novembre 1994 sur le réseau CBS. La série a pris fin le 25 novembre 1995.
En France, la série a été diffusée à partir du 12 février 1995 sur TF1 dans l'émission Le Disney Club. La série était aussi diffusée sur la chaîne Disney Cinemagic jusqu'au 8 mai 2015, jour où la chaîne a arrêté sa diffusion pour laisser place à la chaîne Disney Cinema. Au Québec, la série a été diffusée à partir du 9 septembre 1995 à la Télévision de Radio-Canada. et à partir du 5 juillet 2010 au 25 août 2013 sur Playhouse Disney Télé/Disney Junior

## Synopsis
L'histoire de la série prend place entre Le Retour de Jafar et Aladdin et le Roi des voleurs et met en scène les principaux personnages : Aladdin, Jasmine, le Génie, Abu, Iago, Sultan, Rajah, et le Tapis volant.

## Personnage

### Alliés
- Eden : Une génie de la bouteille depuis 2000 ans au service de Dandhi (une jeune fille des rues), elle rencontre Génie lorsqu’ils sont en compétition pour Dandhi et se finira par un rendez-vous amoureux jusqu’à ce que sa bouteille soit volée par Abis Mal. Malgré ça, Eden détourna les souhaits d’Abis Mal au profil de Génie. Elle reste auprès de Dandhi après qu’elle a fait son dernier souhait par accident au lieu de la libérer, ce qui attriste Génie mais Eden lui promet de donner rendez-vous la prochaine fois. Elle reviendra pour fêter leurs anniversaires de rencontre jusqu’à ceux qu’ils soient victimes des machinations de Mozenrath qui veut prendre leur force vitale cosmique pour créer la pierre philosophale, ils récupérèrent leur énergie en se faisant "le baisser des génies" et se débarrasseront de la pierre. Elle a la même folie que Génie, toujours serviable envers ses maîtres mais ne supporte pas qu’on fasse du mal à ses amis et surtout Génie. Il est également montré qu'elle est aussi loufoque, inhabituelle et enjouée que Génie avec sa magie, comme le montre le fait qu'elle se transforme en différents personnages et créatures[2].
- Prince Uncouthma : Un barbare qui est le chef de fromage ville, venue à Agrabah pour épouser la princesse Jasmine alors qu’elle est déjà fiancée à Aladdin. Il sera utilisé par Jasmine pour rendre jaloux Al, par Aladdin pour qu’il se montre impoli devant Jasmine et le Sultan, par Iago et Abu pour récupérer l’anneau dorée à l’oasis interdit mais se fait très vite piégé par les vignes de l’oasis. Il se fera sauver par Al et Jasmine et sera contrarié qu’ils sont amoureux car il avait promis à son village qu’il allait revenir avec la princesse mais Aladdin lui conseille de se vanter de son héroïsme contre le monstre de l’oasis interdit en utilisant l’anneau dorée comme preuve où il s’en sert de collier pour son yak. Plus tard, il invite Aladdin, Jasmine et leurs amis pour son mariage avec Brawnhilda (la propriétaire de la ferme de yaks qui produit leurs fromages) mais la cérémonie tourne mal quand le plan Runta (le vizir de Uncouthma) pour se débarrasser de Uncouthma finisse par rendre Brawnhilda amoureux d’Al pour sa faiblesse rendent jaloux vis-à-vis d’Aladdin jusqu’à ce que les intentions de Runta soit dévoilé par Génie, il se blessera par les bombes de Runta et reconquîtes le cœur de Brawnhida par ses blessures et finissent par se marier. Un jour, il présentera son fils Bob pour lui montrer que Al est fort mais Bob trouve qu’Aladdin est faible juste au moment où les barbares (y compris Uncouthma) sont touchés par une épidémie à cause des lézards qui adore leurs fromages jusqu’à ce que Aladdin résout la solution par russe et non à la force, cette action a inspiré Uncouthma. Plus tard, lui et les barbes déclenchent une guerre contre Agrabah en pensant qu’ils ont voler leurs "chaudrons de fondu sacré" sous l’influence de Nefir mais Uncouthma reste fidèle envers Aladdin et découvrit avec lui que Nefir trompe les 2 camp, il arrête la guerre et découvrit que c’était Nefir qui avait voler le chaudron. Il peut se montrer sympa à certains moments mais il ne contrôle pas sa force avec les autres (qu’ils soient costauds ou non).
- Merc : Le capitaine d'un navire volant qui traque depuis 20 ans la bête (un requin des sables géants avec de l'or accroché au dos) pour le trésor, il perdit même son équipage qui a fini par être dévoré par la bête. Il se rend à Agrabah après le passage de la bête et recrute Al et ses amis pour traquer la bête, il se sert des amies d'Al comme appât et se débarrasse de Jasmine pour ne pas perdre Aladdin comme équipage. Il réussira par attraper la bête avec l'aide d'Aladdin et ses amis malgré ce qu'il a fait, mais Merc réalisa que le plus important depuis ses 20 dernières années n'était pas le trésor mais la capture la bête, alors il libéra la bête pour continuer la chasse tout seul. Pendant son traque, la bête fut tuée et son navire coula par groupe de sauvage, Merc s'est jurée de se vengée sur le responsable qui lui a volée sa proie. Il s'associe avec Aladdin pour se vengée alors que Al veut sauver Génie. Une fois débarrassé du chef tyrannique des sauvages, Merc accepta de devenir le chef des sauvages. Il est très solitaire mais il se sert des autres comme appât et ne pense qu'à la chasse, il est très strict et ne supporte pas l'humour des autres (en particulier Génie).
- Thundra :
- Fasir :

### Antagoniste
- Abis Mal :
- Meckanikles :
- Mozenrath :
- Mirage :
- Saleen :
- Nefir :
- Ayam Aghoul :

## Distribution

### Voix originales
Source : Dave Smith, Disney A to Z: The Updated Official Encyclopedia
- Scott Weinger : Aladdin
- Linda Larkin : Jasmine
- Dan Castellaneta : Le Génie
- Gilbert Gottfried : Iago
- Frank Welker : Abu, Rajah, Xerxes
- Val Bettin : Sultan
- Jim Cummings : Razoul
- Jason Alexander : Abis Mal
- Jonathan Brandis : Mozenrath
- James Avery : Haroud
- Charlie Adler : Meckanicles
- Bebe Neuwirth : Mirage
- Michael Jeter : Runtar
- Julie Brown : Saleen

### Voix françaises
- Guillaume Lebon et parfois Paolo Domingo : Aladdin
- Valérie Karsenti et parfois Magali Barney : Jasmine
- Richard Darbois : Le Génie
- Éric Métayer et parfois Philippe Videcoq : Iago
- René la Fleur et parfois Teddy Bilis : Le Sultan
- Frédéric Darie : Abis Mal, Razoul
- Laurent Morteau : Mozenrath
- Jean-François Kopf : Meckanicles
- Véronique Augereau : Mirage
- Serge Blumental : Haroud
- Céline Monsarrat : Thundra
- Antoine Tomé : Ayam Aghoul, Nefir
- Gérard Rinaldi : Magma, Sootinai
- Patrick Guillemin : Chaos

 Source et légende : version française (VF) sur RS Doublage

## Liste des épisodes

### Première saison (1994-1995)
1. Les 1001 plumes (Air Feather Friends)
2. Le Petit Roi boudeur (Bad Mood Rising) ( Disponible en DVD " Disney Princesse Volume 1: Un cadeau qui vient du cœur ")
3. Abu au pays des voleurs (To Cure a Thief)
4. Y'a un lézard ! (Do the Rat Thing) ( Disponible en DVD " Disney Princesse : Contes enchantés de Jasmine " )
5. Samir le destructeur (Never Say Nefir)
6. Les Scarabées d'or (Getting the Bugs Out)
7. Un coup fumant (The Vapor Chase)
8. Le Maître des plantes (Garden of Evil) ( Disponible en DVD " Disney Princesse : Contes enchantés de Jasmine " )
9. Abu le libérateur (Much Abu About Something)
10. Aladdin le magnifique (My Fair Aladdin)
11. Quand Génie rencontre Eden (Some Enchanted Genie)
12. La Toile de la peur (Web of Fear)
13. Le Grand Bourbier (Mudder’s Day)
14. Le Commandant costaud (Plunder the Sea)
15. L'Abominable homme des sables (Strike Up the Sand)
16. Le Retour de Meckanikles (I Never Mechanism I Didn’t Like)
17. Orage, ô désespoir (Fowl Weather)
18. La Rose de l'oubli (Forget Me Lots)
19. Le Salaire de la peur (Scare Necessities)
20. Mégamnésie (SandSwitch) ( Disponible en DVD " Disney Princesse : Fête de Princesse Volume 2 " )
21. Affaires de famille (Lost and Founded)
22. Gare au loup-garou (Moonlight Madness)
23. Un couple imparfait (The Flawed Couple)
24. Après la pluie, le beau temps (Rain of Terror)
25. Aladdinge qui chote (Dune Quixote)
26. Le Jour où l'oiseau se figea (The Day the Bird Stood Still)
27. Glagla à Agrabah (Of Ice and Men)
28. T'es yin ou t'es yang ? (Opposites Detract)
29. Abis Mal contre-attaque (Caught By the Tale)
30. Élémentaire, ma chère Jasmine (Elemental, My Dear Jasmine)( Disponible en DVD " Disney Princesse : Contes enchantés de Jasmine " )
31. Ça va chauffer (Smolder and Wiser)
32. Un jeu dangereux (The Game)
33. Pauvre Iago (Poor Iago)
34. La Vallée secrète (The Animal Kingdom)
35. Super Génie passe la main (Power to the Parrot)
36. Les Prisonniers du temps (The Sands of Fate)
37. La Citadelle (The Citadel)
38. L'Abominable hom' des neiges (Snowman is an Island)
39. Le Secret du roc d'acier (The Secret of Dagger Rock)
40. Certains l'aiment chaud (In the Heat of the Fright)
41. Génie aux sept visages (The Seven Faces of Genie)
42. Ouragan sur Agrabah (The Wind Jackals of Mozenrath)
43. Le Héros mécanique (A Clockwork Hero)
44. Les Chercheurs d'or (Mission: Imp Possible)
45. Une manche et la belle (Stinkerbelle)
46. L'Ombre d'un doute (Shadow of a Doubt)
47. Gare aux lézards (Smells Like Trouble)
48. La Grande Guerre (The Way We War)
49. De boue, les hommes ! (Night of the Living Mud)
50. Le petit oiseau va sortir (Egg-Stra Protection)
51. La Tête sur les épaules (Heads, You Lose)
52. Terminator (The Love Bug)
53. Le Jumeau maléfique (When Chaos Comes Calling)
54. L'Armure maléfique (Armored and Dangerous)
55. Traitement de choc (Shark Treatment)
56. Pris dans les sables noirs (Black Sand)
57. Les Esprits farceurs (Love at First Sprite) ( Disponible en DVD Disney Princesse : Volume 2 L'amitié " )
58. Le Voleur de Sultan (Vocal Hero)
59. La Cité perdue du soleil (The Lost City of the Sun)
60. Entre deux mondes (As the Netherworld Turns)
61. Comme au bon vieux temple - 1re partie (Seems Like Old Crimes - Part 1)
62. Comme au bon vieux temple - 2e partie (Seems Like Old Crimes - Part 2)
63. Bons baisers d'Hippsodeth (From Hipposdeth With Love)
64. C'est ton destin (Destiny On Fire)
65. Retour de Malcho (The Return of Malcho)

### Deuxième saison (1995)
1. Le Trésor de la bête (Raiders of the Lost Shark)
2. Un rhume de génie (Sneeze the Day)
3. Le Prophète (The Prophet Motive)
4. Amour, haine et fromage de Yak (That Stinking Feeling)
5. Les Dents du désert (Beast or Famine)
6. Un délice d'épice (The Spice is Right)
7. Le héros a chaud aux plumes (Hero With a Thousand Feathers)
8. La Sorcière mal-aimée (Witch Way Did She Go?)
9. Le Secret de la vipère noire (Sea No Evil)
10. Un sultan digne de ce nom (A Sultan Worth His Salt)
11. Chasse au génie (Genie Hunt)
12. Génération disparue (The Lost Ones)
13. Les Yeux de l'amour (Eye of the Beholder) ( Disponible en DVD : Disney Princesse Volume 3 " La beaute qui vient de l'intérieur " )
14. Ennemi ou ami (The Hunted)
15. Les Cavaliers de Rahon (Riders Redux)
16. La Pierre philosophale (The Book of Khartoum)
17. À dormir debout (While the City Snoozes)
18. Simple Dédoublement (Two to Tangle)
19. Le Masque divin (The Ethereal)
20. Une ombre au tableau (The Shadow Knows)
21. Les Joyaux de Mezmeria (The Great Rift)